# Втрати у боях на Світлодарській дузі
У статті наведено втрати у боях на Світлодарській дузі.

## Поіменний перелік
- Андрешків Володимир Степанович, 25-й батальйон 54-ї омбр,
- Байбуз Андрій В'ячеславович, 54-та омбр,
- Клименко Дмитро Васильович, 1-й батальйон 54-ї омбр,
- Панасенко Василь Геннадійович, 25-й батальйон 54-ї омбр,
- Радівілов Роман Юрійович, 1-й батальйон 54-ї омбр,
- Степаненко Сергій Євгенович, 25-й батальйон 54-ї омбр,
- Широков Андрій Вікторович, 54-та омбр,
- Яровий Микита Олександрович, командир механізованої роти 54-ї омбр[1]
- Старіковський Микола Васильович, 22 червня 2017, солдат, 43-й батальйон.
- Мельников Анатолій В'ячеславович, 30 червня 2017, солдат, 43-й батальйон.
- Сметанін Андрій Володимирович, 3 липня 2017, солдат, 43-й батальйон.
- Нетеса Роман Валентинович, 6 липня 2017, старший солдат, 16-й батальйон.
- Парасочка Геннадій Павлович, 8 грудня 2017, солдат, батальйон «Айдар».
- Прошкін Олександр Олександрович, 8 грудня 2017, солдат, батальйон «Айдар».
- Шевченко Олег Сергійович, 23 грудня 2017, солдат, батальйон «Київська Русь».
- Анадимб Володимир Борисович, 10 січня 2018, старший солдат, 46-й батальйон «Донбас-Україна».
- Іванов Сергій Олексійович, 17 січня 2018, старший сержант 54-ї бригади.
- Беляєв Дмитро Володимирович, 17 січня 2018, старший солдат 54-ї бригади.
- Сергієнко Сергій Олексійович, 22 січня 2018, солдат 54-ї бригади.
- Сербін Ілля Тарасович, 22 лютого 2018, сержант 25-го батальйону батальйон «Київська Русь».
- Рященко Іван Вікторович, 8 березня 2018, молодший сержант 54-ї бригади.
- Гранкін Сергій Миколайович, 24 березня 2018, сержант 54-ї бригади[2]
- Перепелиця Сергій Леонідович, 21 квітня 2018, сержант 46-го батальйону.
- Остапчук Сергій Васильович, 25 червня 2018, сержант 72-ї бригади
- Нємцов Геннадій Євгенійович, 28 червня 2018, старший сержант 72-ї бригади
- Безсмертний Артур Анатолійович, 26 липня 2018, солдат 72-ї бригади
- Войтенко Іван В'ячеславович, 27 липня 2018, старший прапорщик 72-ї бригади
- Бєляєв Іван Олександрович, 1 вересня 2018, старший солдат 54-го батальйону
- Рубанський Федір Сергійович, 12 вересня 2018, старший сержант 72-ї бригади
- Матвієнко Володимир Анатолійович, 18 вересня 2018, сержант 12-го батальйону
- Ткачов Володимир Вікторович, 18 вересня 2018, молодший сержант 12-го батальйону
- Бузовський Володимир Олександрович, 23 вересня 2018, старший сержант 72-ї бригади
- Фешко Юрій Юрійович, 9 жовтня 2018, старший солдат 72-ї бригади
- Олійник Юрій Михайлович, 10 листопада 2018, старшина 72-ї бригади
- Селіхов Роман Павлович, 10 листопада 2018, старший сержант 169-го центру
- Гребенюк Олексій Михайлович, 17 грудня 2018, сержант 72-ї бригади
- Пругло Дмитро Миколайович, 7 червня 2019, старший лейтенант полку «Азов»
- Олексюк Максим Вікторович, 7 червня 2019, сержант полку «Азов»
- Романенко Роман Сергійович, 10 серпня 2019, молодший лейтенант полку «Азов»
- Марків Олександр Сергійович, 27 вересня 2019, старший лейтенант 4 БРОП НГУ
- Антиков Дмитро Миколайович, старшина 4 БРОП НГУ, 24 жовтня 2019[3].